# Ватто, Франсуа
Франсуа Ватто́ (фр. François Watteau; 18 августа 1758[…], Валансьен, Нор — Па-де-Кале — 1 декабря 1823[…], Лилль) — французский живописец, внучатый племянник художника Антуана Ватто, сын художника Луи Жозефа Ватто. Как и отец, именовался Ватто из Лилля (исп. Watteau de Lille).

## Биография
Родился в 1758 году в Валансьене в семье Луи Жозефа Ватто, 27-летнего начинающего художника, и его супруги Аньес Дандуа (1734—1811), уроженки Монса (Австрийские Нидерланды, ныне — Бельгия), на которой он женился годом ранее. Всего у пары родилось 12 детей. Когда мальчику было шесть или семь лет, семья переехала из Валансьена в Лилль.
Учился живописи сперва у своего отца, а затем в Париже, в Королевской академии живописи и скульптуры в мастерской Жан-Жака Дюрамо. В 1782 году завершил обучение и вернулся в Лилль.
В годы Великой французской революции создавал картины с революционными и батальными сценами. В 1802 году выставил на ежегодном Парижском салоне две картины, изображавшие сцены Египетской экспедиции Наполеона, которые встретили неодобрение критиков как провинциальные и старомодные. После 1806 года Франсуа Ватто больше не занимался живописью, сосредоточившись на создании графических работ.
Тем не менее он в течение многих лет оставался профессором живописи в Рисовальной и Центральной (с 1796 года) школах Лилля. С 1808 по 1823 год он также занимал должность помощника главного хранителя Лилльского художественного музея, фактическим создателем которого являлся его отец.
Скончался в 1823 году в Лилле.
Хотя в Наполеоновскую эпоху творчество Франсуа Ватто уже не встречало одобрения современников, он, наряду со своим отцом, стал ярким примером французского провинциального живописца, многочисленные работы которого интересны не только характерным стилем, но и в первую очередь, многочисленными бытовыми подробностями из повседневной жизни города.

## Галерея

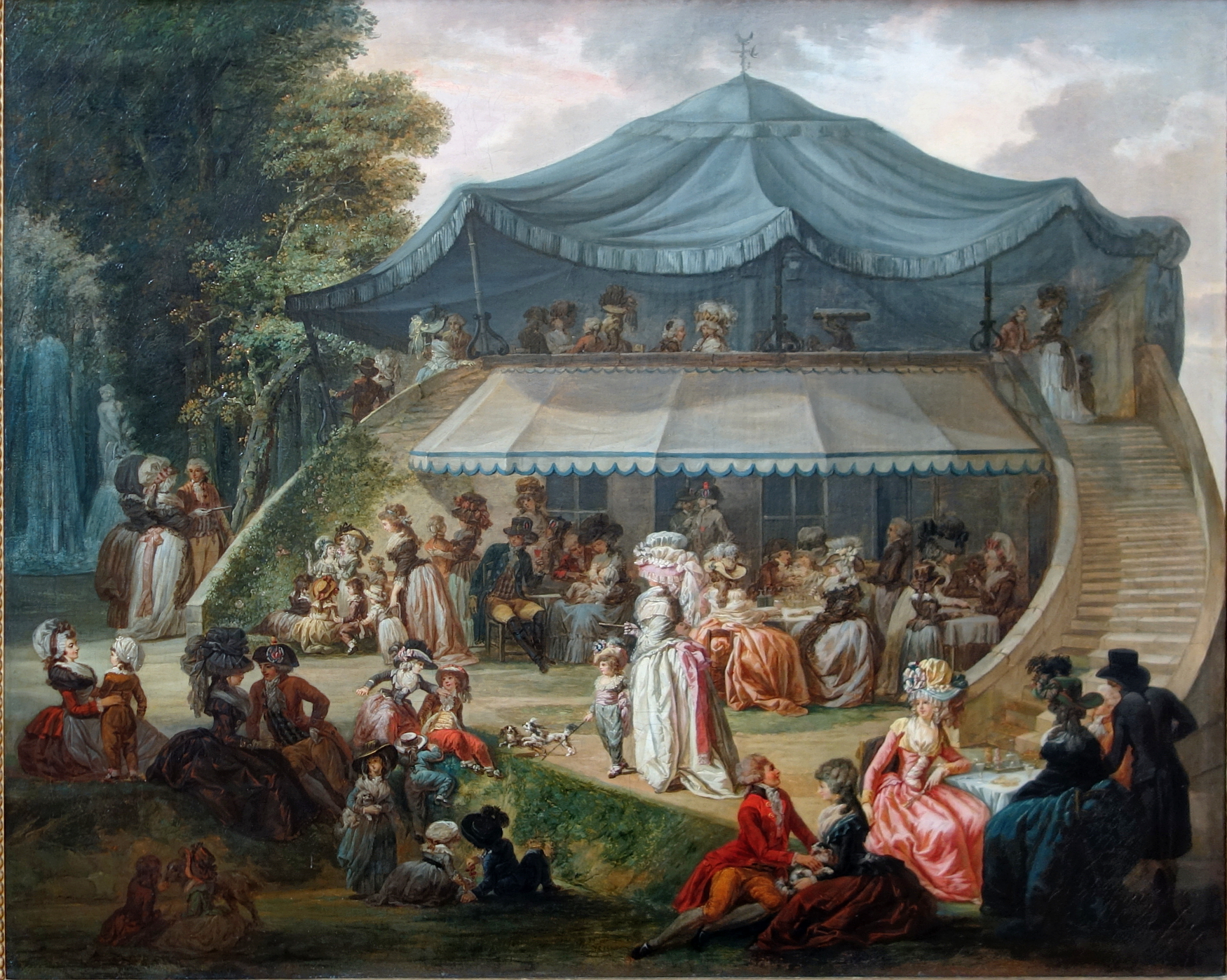
Пикник в садовом павильоне, Лилль, ок. 1789
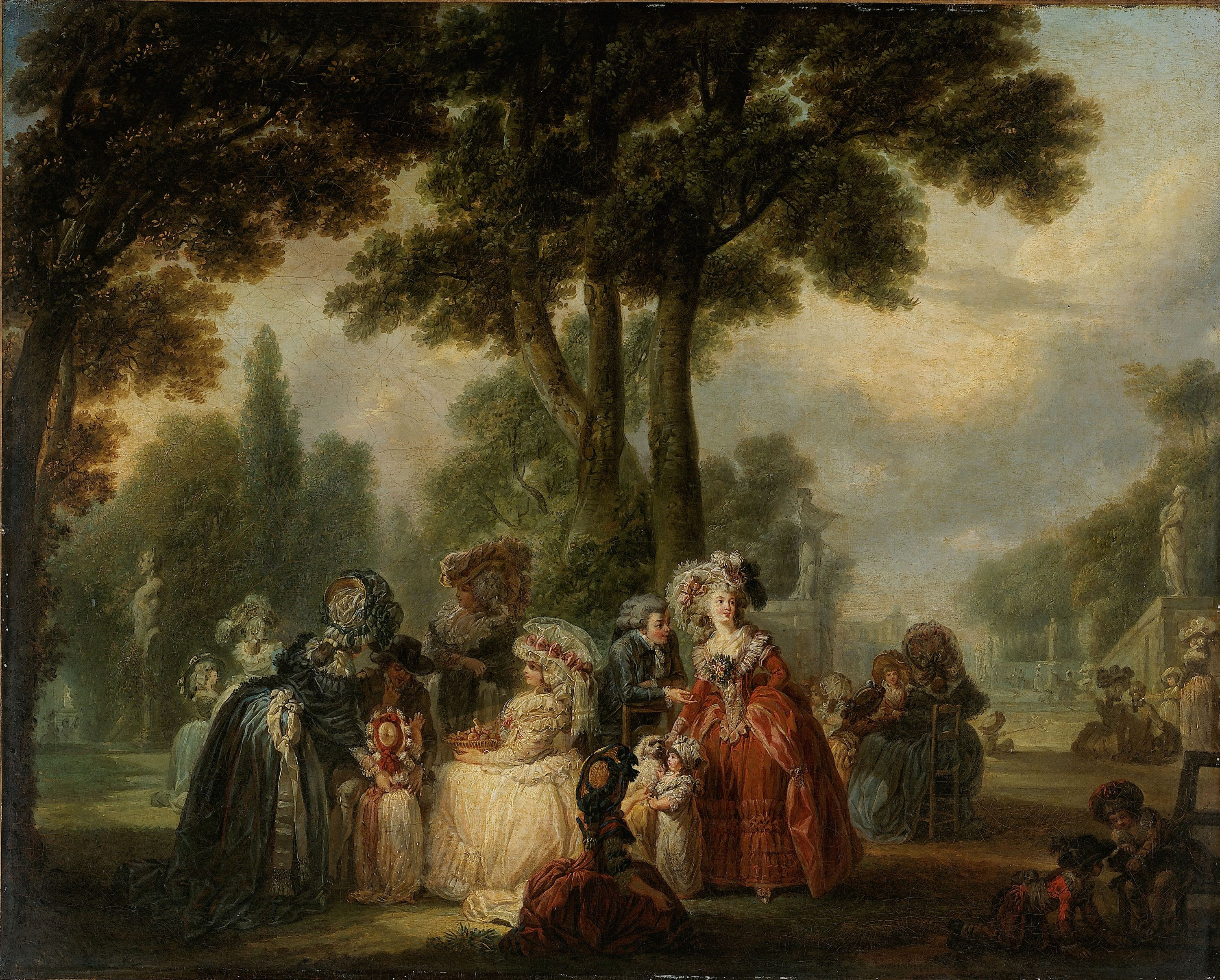
Пикник в парке
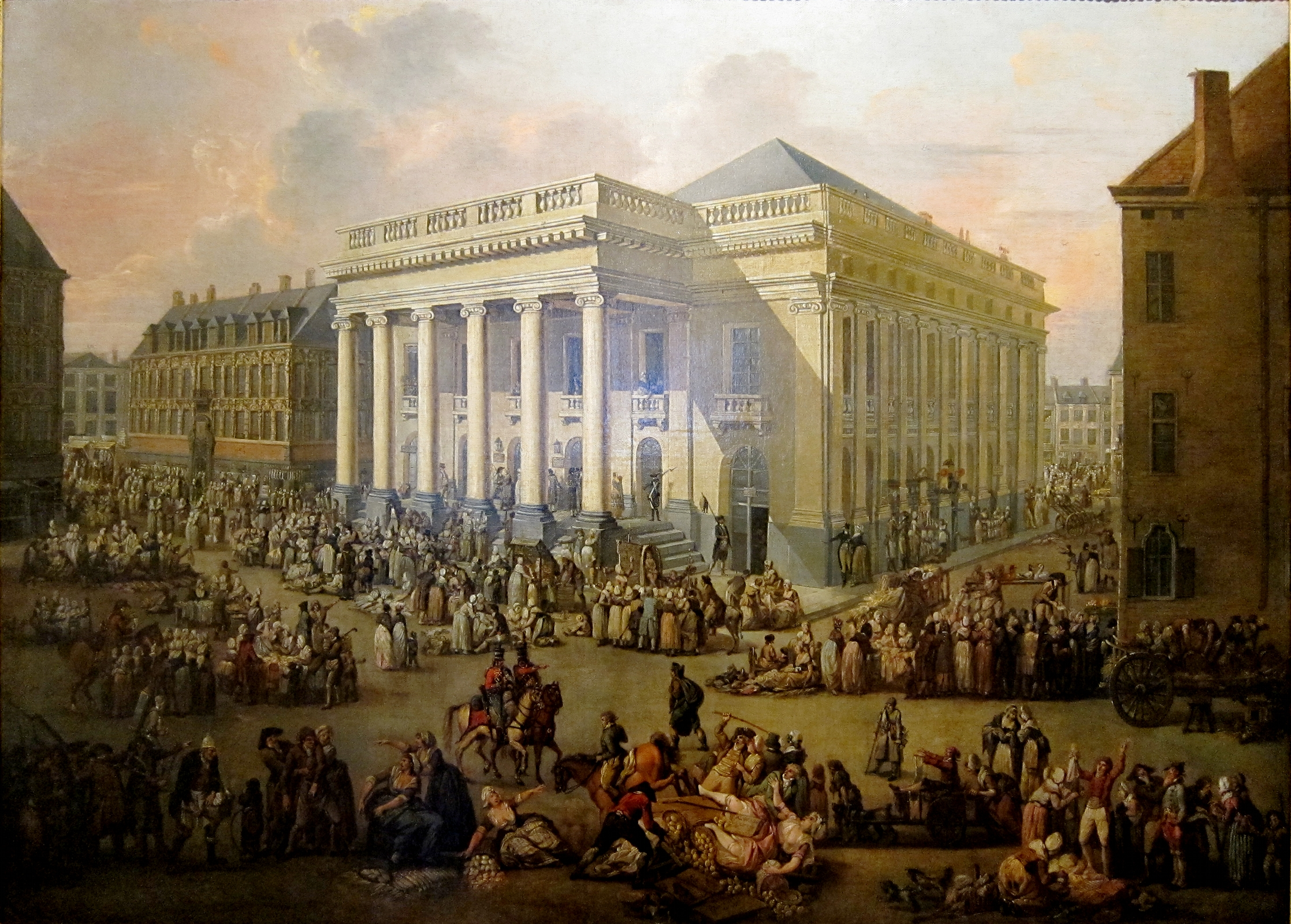
Лилль. Толкучий рынок.
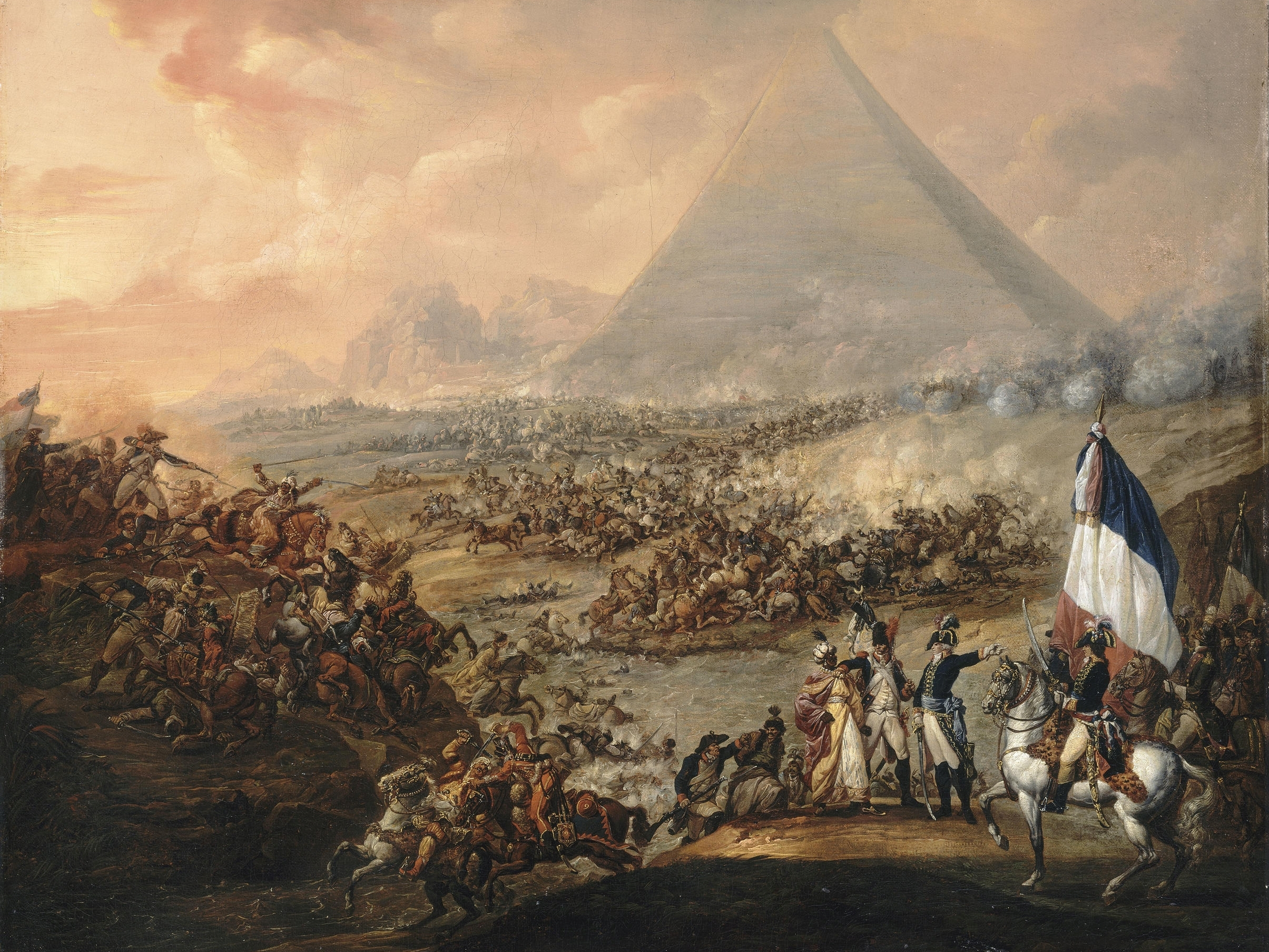
Битва при Пирамидах
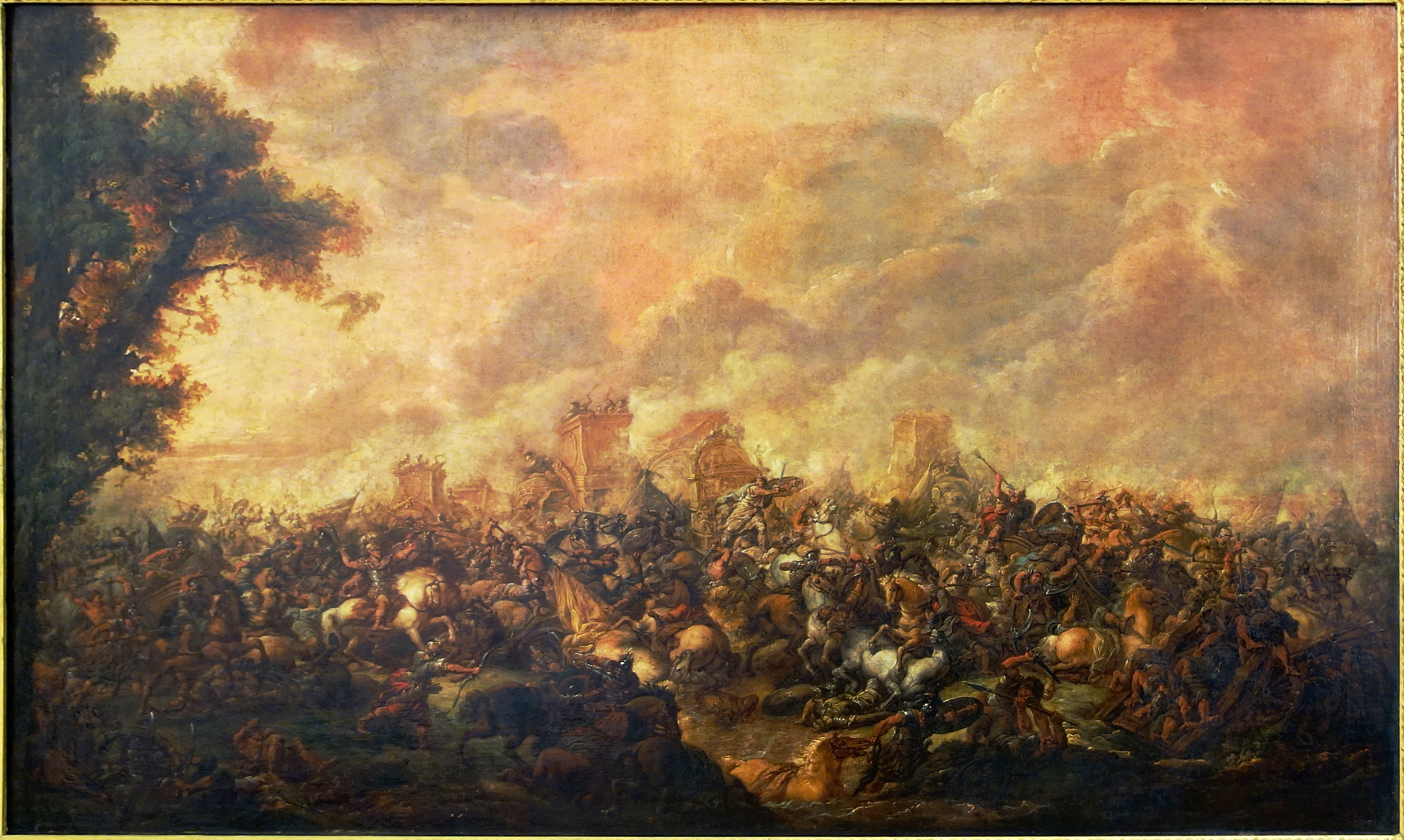
Сражение Александра Македонского с царём Дарием.
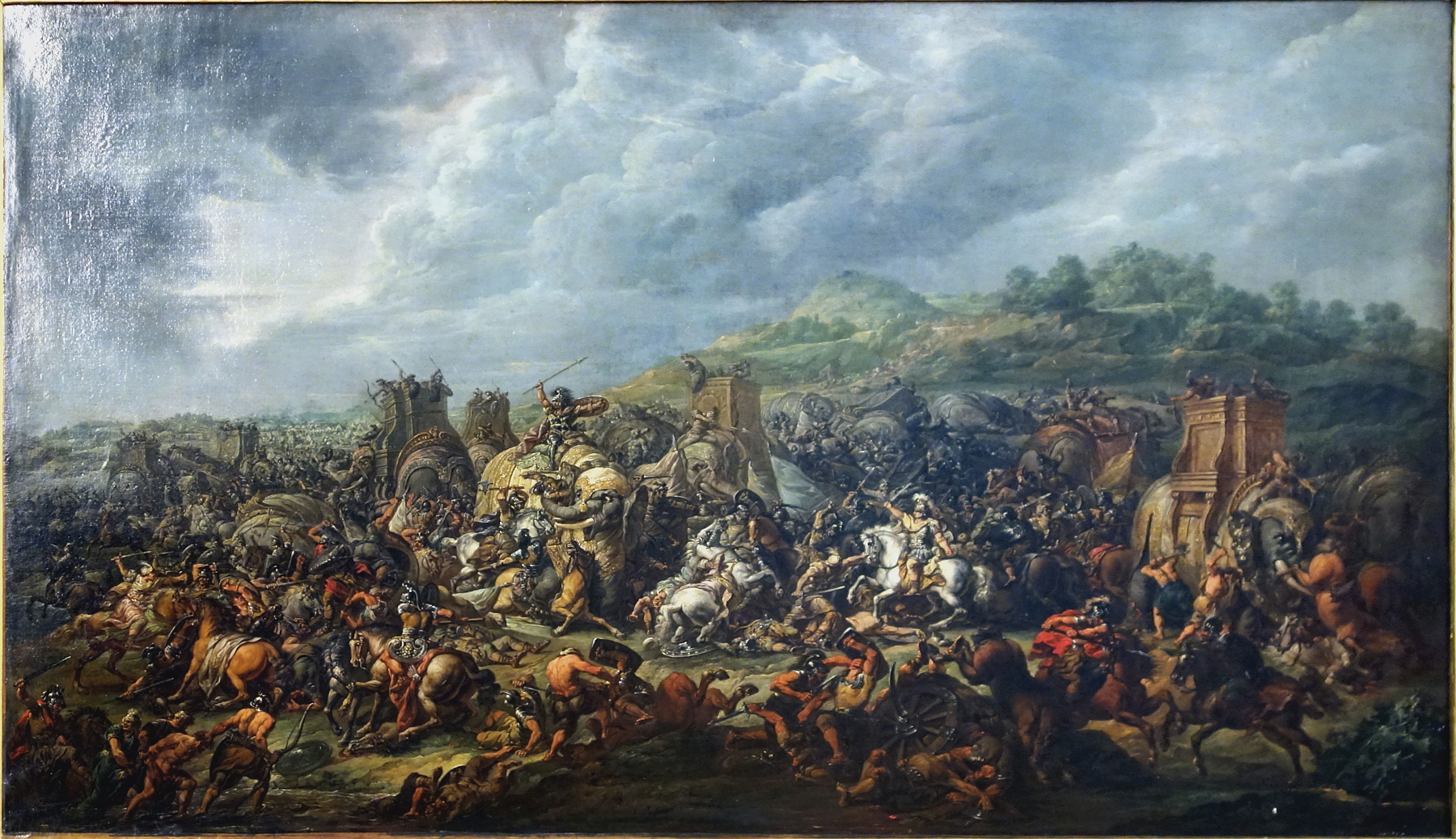
Сражение Александра Македонского с царём Пором.
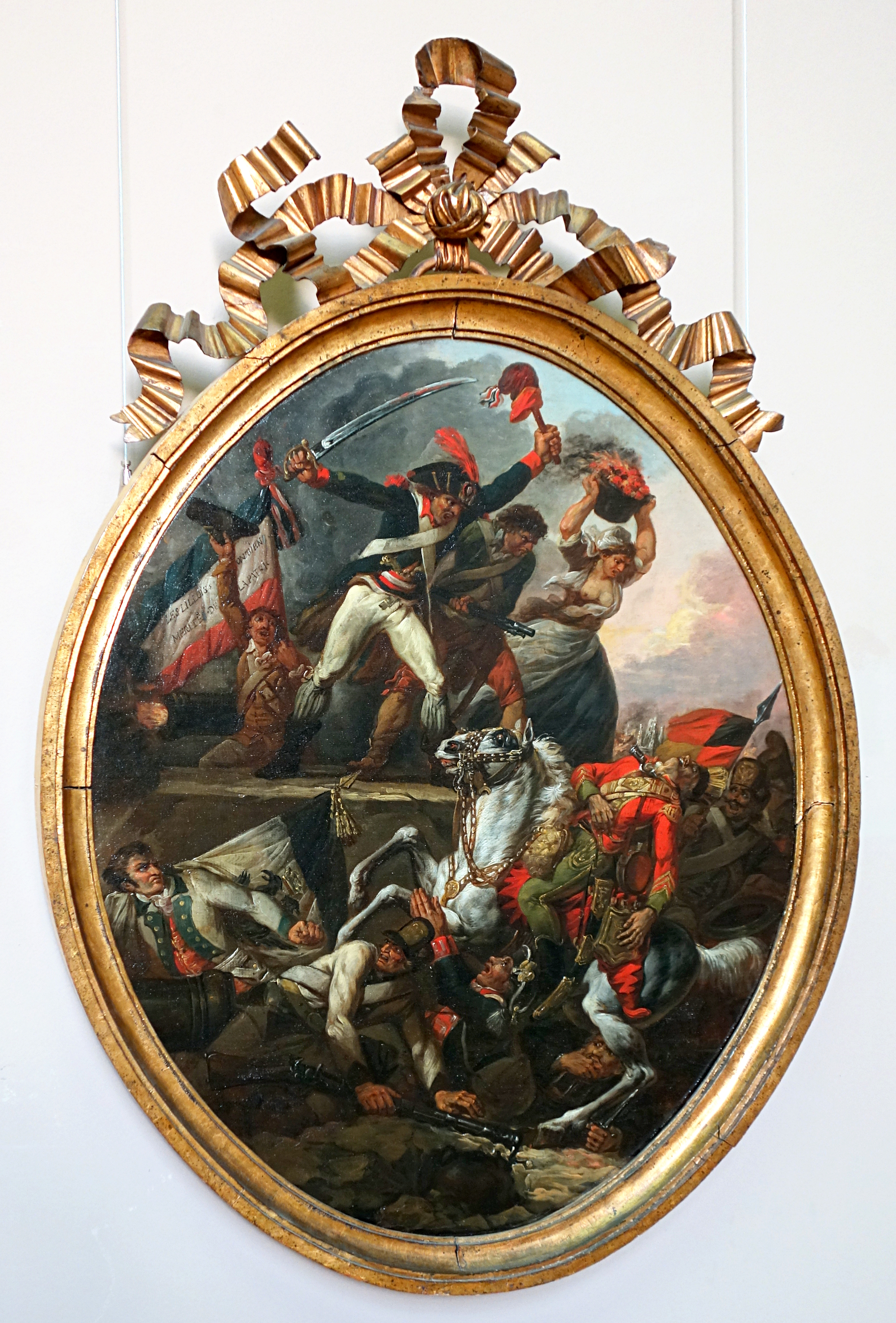
Оборона Лилля от австрийцев в 1792 году